# Termoelectricitat
La termoelectricitat és una branca de la física que estudia la producció d'electricitat per l'efecte termoelèctric.
L'efecte termoelèctric d'un material relaciona el flux de calor que el travessa amb el corrent elèctric que el recorre. Aquest efecte és a la base d'aplicacions de refrigeració i de generació d'electricitat: un material termoelèctric permet transformar directament la calor en electricitat o generar fred per mitjà de l'aplicació d'un corrent elèctric.

## Aspectes històrics
El primer efecte termoelèctric va ser descobert pel físic alemany Thomas Johann Seebeck el 1821. Va trobar que una agulla metàl·lica era desviada quan era posada entre dos conductors de diferent material soldats pels extrems i sotmesos a un gradient tèrmic (vegeu Efecte Seebeck). Aquest efecte és de naturalesa elèctrica: a la soldadura entre dos materials diferents apareix una diferència de potencial quan són sotmesos a una diferència de temperatura. La utilització més habitual de l'efecte Seebeck és la mesura de la temperatura per mitjà de termoparells.
Alguns anys més tard, el 1834, el físic francès Jean Peltier va descobrir el segon efecte termoelèctric: a la unió de dos materials de natura diferent apareix una diferència de temperatura quan són sotmesos a un corrent elèctric (vegeu Efecte Peltier).
El físic britànic William Thomson (Lord Kelvin) va demostrar el 1851 que els efectes Seebeck i Peltier eren relacionats: un material sotmès a un gradient tèrmic i recorregut per un corrent elèctric intercanvia calor amb el mitjà exterior. I, recíprocament, un material sotmès a un gradient tèrmic i recorregut per un flux de calor genera un corrent elèctric. La diferència fonamental entre els efectes Seebeck i Peltier, considerats separadament, i l'efecte Thomson és l'existència del darrer per un únic material i la inutilitat de la unió o soldadura (vegeu Efecte Thomson).

## Aplicacions potencials
Les aplicacions actuals i potencials dels materials termoelèctrics es basen en dos aspectes de l'efecte Thomson:
D'una banda, l'establiment d'un flux de calor, oposat a la difusió tèrmica, mentre un material sotmès a un gradient tèrmic és recorregut per un corrent elèctric, permet de preveure aplicacions de refrigeració termoelèctrica. Una alternativa a la refrigeració clàssica basada en la utilització de cicles de compressió i expansió que no necessita peces mòbils, i, per tant, és molt fiable i no genera vibracions ni sorolls. Aquestes propietats són fonamentals en situacions a les quals la temperatura ha de ser regulada de manera molt precisa i fiable, com per exemple, en els contenidors pel transport d'òrgans per trasplantaments, o quan les vibracions són un problema important, com per exemple en els sistemes de guiatge per làser o en els circuits integrats. A més, la possibilitat de crear un flux tèrmic a partir d'un corrent elèctric de manera directa permet prescindir de la utilització de gasos com el freó que contribueixen a degradar la capa d'ozó
D'altra banda, la possibilitat de convertir un flux de calor en corrent elèctric permet preveure aplicacions de generació d'electricitat per efecte termoelèctric, especialment a partir de fonts de calor desaprofitades com els tubs d'escapament dels automòbils, les xemeneies de les incineradores, els circuits de refrigeració de les centrals nuclears, etc. Els sistemes termoelèctrics seran una font d'energia suplementària "neta", en tant que utilitzarien fonts de calor existents que d'altra manera es perdria. La utilització de la termoelectricitat a l'automòbil podria permetre, per exemple, prescindir parcialment de l'alternador i reduir el consum de carburant de l'ordre del 10%. A més, la major fiabilitat i durabilitat d'aquests tipus de sistemes termoelèctrics, gràcies a l'absència de parts mòbils, ha portat a la seva utilització per a l'alimentació elèctrica de les sondes espacials. És el cas de la sonda Voyager, llençada el 1977, a la qual el flux de calor establert entre PuO₂ fissible (el PuO₂, diòxid de plutoni, és radioactiu i es desintegra, per tant és una font de calor) i el medi exterior travessava un sistema de conversió termoelèctrica a base de SiGe (aliatge de silici i germani), que permetia el subministrament d'electricitat. S'ha de tenir en consideració que les sondes espacials que van més enllà de Mart no poden ser alimentades amb els panells solars perquè el flux solar és massa feble. Vegeu l'article Generador termoelèctric de radioisòtops.
Com es veurà més endavant, els sistemes de conversió que utilitzen l'efecte termoelèctric tenen uns rendiments molt febles, tant en generació d'electricitat com en refrigeració. Això fa que de moment la seva utilització comercial es limiti a aquelles situacions on la fiabilitat i la duració són molt més importants que el cost.

### Breu recordatori dels coeficients Seebeck, Peltier i Thomson

#### Coeficient Seebeck
Una diferència de temperatura dT entre les unions de dos materials a i b implica una diferència de potencial elèctric dV segons:
{\displaystyle S_{ab}={\frac {dV}{dT}}\,}
El coeficient Seebeck, també anomenat "Poder Termoelèctric" s'expressa com V.K-1 (o de manera més general com µV.K-1 a la vista dels valors d'aquest coeficient en els materials més usuals.
Els coeficients Seebeck dels dos materials són relacionats amb el coeficient Seebeck del parell segons:
{\displaystyle S_{ab}=S_{a}-S_{b}\,}

#### Coefficient Peltier
En el cas de l'efecte Peltier, un corrent elèctric I posat a un circuit compost de dos materials comporta l'alliberament de calor Q a una de les unions o soldadures i l'absorció de calor a l'altra, segons:
{\displaystyle \Pi _{ab}={\frac {Q}{I}}\,}

#### Coefficient Thomson
Al contrari dels coeficients Seebeck i Peltier, que en necessiten un parell de materials, el coeficient Thomson pot ser definit directament per un sol material. Quan de manera simultània són presents un gradient de temperatura i un corrent elèctric, hi ha una generació o una absorció de calor a cadascun dels segments de material. El gradient de flux tèrmic dins del material vindrà donat per:
{\displaystyle {\frac {dQ}{dx}}=I{\frac {dT}{dx}}\tau \,}
on x és la coordenada espacial i τ és el coeficient Thomson del material.

#### Relacions entre els coeficients Seebeck, Peltier i Thomson
William Thomson va mostrar que els tres coeficients Seebeck, Peltier i Thomson no són independents els uns dels altres sinó que són lligats per les següents relacions:
{\displaystyle \Pi _{ab}=S_{ab}T\,}
{\displaystyle \tau _{a}-\tau _{b}=T{\frac {dS_{ab}}{dT}}\,}

### Principis de la conversió d'energia per efecte termoelèctric

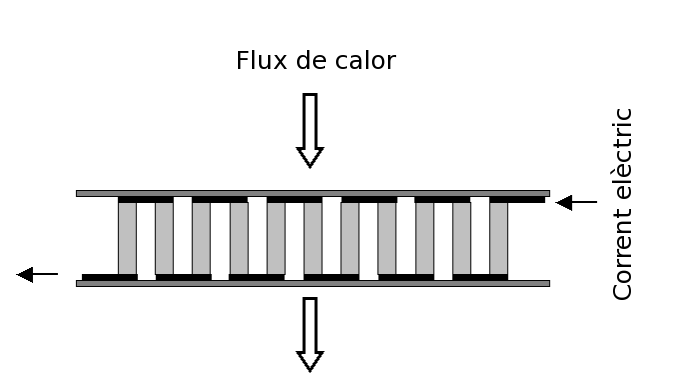
Mòdul connectat en sèrie elèctricament i en paral·lel tèrmicament

Per produir una refrigeració o la generació d'electricitat per efecte termoelèctric, un "mòdul" és format per "parells" connectats elèctricament. Cadascun dels parells és d'un material semiconductor de tipus p (S>0) i d'un material semiconductor de tipus n (S<0). Aquests dos materials són units o soldats per un material conductor al qual hom li suposa un poder termoelèctric nul. Les dues branques (p i n) del parell i tots els altres parells que componen el mòdul són connectats en serie elèctricament i en paral·lel tèrmicament (vegeu l'esquema de la dreta). Aquesta disposició permet d'optimitzar el flux tèrmic que travessa el mòdul i la seva resistència elèctrica. Per raons de simplicitat, els raonaments que es faran més endavant es referiran a un sol parell, format per dos materials de seccions constants.

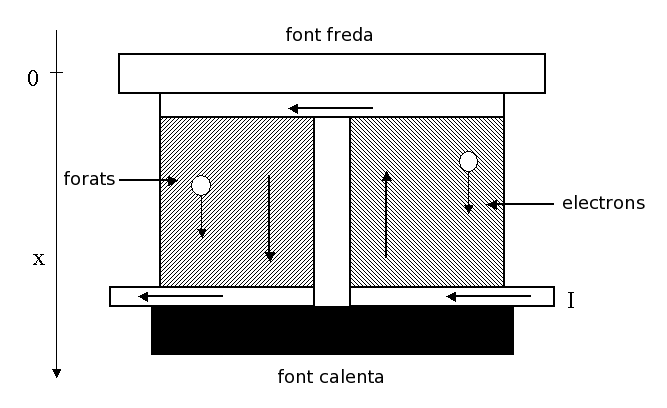
Mòdul de refrigeració termoelèctrica

La figura de la dreta mostra un esquema d'un parell p-n utilitzat per aconseguir la refrigeració termoelèctrica. El corrent elèctric es posa de manera que els portadors de càrrega (electrons i forats) es desplacin des de la font freda cap a la font calenta (en el sentit termodinàmic) a les dues branques del parell. D'aquesta manera contribueixen a una transferència d'entropia de la font freda a la font calenta, i en conseqüència a un flux tèrmic que s'oposarà al de la conducció tèrmica. Si els materials escollits tenen bones propietats termoelèctriques (tot seguit es veurà quins són els paràmetres més importants), el flux tèrmic creat pel moviment dels portadors de càrrega serà més important que el creat per la conductivitat tèrmica. Per tant, el sistema permetrà evacuar calor des de la font freda cap a la font calenta i funcionarà com un refrigerador.
En el cas de la generació d'electricitat, serà el flux de calor qui comportarà un desplaçament dels portadors de càrrega i en conseqüència l'aparició d'un corrent elèctric.

### Rendiment de conversió i paràmetres importants

#### Càlcul del rendiment de conversió d'un sistema termoelèctric
El càlcul del rendiment de conversió d'un sistema termoelèctric es fa havent determinat la relació entre el flux de calor i el corrent elèctric dins el material. S'utilitzen les relacions de Seebeck, Peltier i Thomson (vegeu més amunt), però també les lleis de propagació de la calor i del corrent elèctric.
L'exemple següent mostra el càlcul de rendiment de conversió en el cas de la refrigeració (el de la generació elèctrica es pot fer amb raonaments anàlegs).
Retornem a l'esquema precedent. A cadascuna de les branques del parell, el flux de calor generat per l'efecte Peltier s'oposa a la conductivitat tèrmica. Els fluxos totals seran a la branca p i a la branca n:
{\displaystyle Q_{p}=S_{p}IT-\lambda _{p}A_{p}{\frac {dT}{dx}}\,} i {\displaystyle Q_{n}=-S_{n}IT-\lambda _{n}A_{n}{\frac {dT}{dx}}\,}
on x és la coordenada espacial (vegeu esquema), λp i λn les conductivitats tèrmiques dels materials, i Ap i An les seves seccions.
La calor és extreta de la font freda amb un flux Qf:
{\displaystyle Q_{f}=(Q_{n}+Q_{p})_{|x=0}\,}
Al mateix temps, el corrent que recorre les dues branques és a l'origen d'una creació de calor per efecte Joule I²ρ/A per unitat de longitud de les branques. Utilitzant l'equació de Domenicali i suposant que el coeficient Thomson és nul (tornem a suposar que S és independent de la temperatura, vegeu la relació de Thomson), la conservació de l'energia dels sistema per les dues branques es pot escriure com:
{\displaystyle -\lambda _{p}A_{p}{\frac {d^{2}T}{dx^{2}}}={\frac {I^{2}\rho _{p}}{A_{p}}}\,} i {\displaystyle -\lambda _{n}A_{n}{\frac {d^{2}T}{dx^{2}}}={\frac {I^{2}\rho _{n}}{A_{n}}}\,}
Considerant les condicions als límits T=Tf en x=0 i T=Tc en x=Lp o x=Ln amb Lp i Ln les longituds de les branques p i n, Tf i Tc les temperatures de les fonts freda i calenta, Qf es pot escriure:
{\displaystyle Q_{f}=(S_{p}-S_{n})IT_{f}-K\triangle \mathrm {T} -{\frac {1}{2}}I^{2}R\,}
on K i R són la conductància tèrmica i la resistència elèctrica totals de les branques del parell:
{\displaystyle K={\frac {\lambda _{p}A_{p}}{L_{p}}}+{\frac {\lambda _{n}A_{n}}{L_{n}}}\,} i {\displaystyle R={\frac {L_{p}\rho _{p}}{A_{p}}}+{\frac {L_{p}\rho _{p}}{A_{p}}}\,}
La potència elèctrica W dissipada al parell correspon a l'efecte Joule i a l'efecte Seebeck, sigui:
{\displaystyle W=I[(S_{p}-S_{n})\triangle \mathrm {T} +IR]\,}
El rendiment del sistema de refrigeració termoelèctrica correspon a la relació entre la calor extreta de la font freda i la potència elèctrica dissipada, sigui:
{\displaystyle \eta ={\frac {Q_{f}}{W}}={\frac {(S_{p}-S_{n})IT_{f}-K\triangle \mathrm {T} -{\frac {1}{2}}RI^{2}}{I[(S_{p}-S_{n})\triangle \mathrm {T} +IR]}}\,}
Per una diferència de temperatura ΔT donada, el rendiment depèn del corrent elèctric utilitzat. Dos valors particulars de corrent permeten maximitzar el rendiment de conversió η o la calor extreta de la font freda Q_f.
Fent un raonament similar, el rendiment d'un parell p-n utilitzat per generació d'electricitat vindrà donat per la relació entre la potència elèctrica útil donada a una Resistència elèctrica (component)resistència elèctrica de càrrega r i el flux tèrmic que travessa el material:
{\displaystyle \eta ={\frac {P_{u}}{Q_{c}}}={\frac {I[(S_{p}-S_{n})\triangle \mathrm {T} +IR]}{(S_{p}-S_{n})IT_{c}+K\triangle \mathrm {T} -{\frac {1}{2}}(R+r)I^{2}}}\,}
Aquí també dos valors particulars d'I maximitzen el rendiment de conversió o la potència elèctrica donada pel sistema.

#### Paràmetres importants per obtenir un bon rendiment
Si maximitzem els dos rendiments de conversió es pot mostrar que només depenen de les temperatures Tf i Tc i d'un nombre adimensional (sense unitats) ZpnTM anomenat "factor de mèrit" (TM és la temperatura mitjana del sistema, TM=(Tf+Tc)/2) l'expressió de la qual és:
{\displaystyle Z_{pn}={\frac {(S_{p}-S_{n})^{2}}{RK}}\,}
Es ressalta que Zpn per a un parell no és un valor intrínsec dels materials sinó que depèn de les dimensions relatives de les branques del mòdul a través de R i K (resistència elèctrica i conductància tèrmica). El rendiment de conversió del sistema (tant en generació d'electricitat com en refrigeració) serà màxim quan Zpn sigui màxim, això serà així quan el producte RK sigui el mínim, això es verifica quan:
{\displaystyle {\frac {L_{n}A_{p}}{L_{p}A_{n}}}=\left({\frac {\rho _{p}\lambda _{n}}{\rho _{n}\lambda _{p}}}\right)^{2}\,}
Llavors el factor de mèrit Zpn esdevé funció només de paràmetres intrínsecs als materials:
{\displaystyle Z_{pn}={\frac {(S_{p}-S_{n})^{2}}{({\sqrt {\lambda _{p}\rho _{p}}}+{\sqrt {\lambda _{n}\rho _{n}}})^{2}}}\,}
Per a obtenir un rendiment de conversió màxim, serà convenient d'escollir els materials que formaran el parell de manera que es maximitzi Zpn. Per norma general, això no comporta només l'optimització individual dels dos materials per tal d'optimitzar els respectius factors de mèrit Z=S²/(ρλ). A la majoria de les temperatures utilitzades en la pràctica, i especialment aquelles que s'utilitzen per a la generació d'electricitat, les propietats termoelèctriques dels millors materials de tipus p i de tipus n són similars. En aquest cas, el factor de mèrit del parell és a prop de la mitjana dels factors de mèrit individuals, i és raonable optimitzar els dos materials de manera independent l'un de l'altre.
L'optimització de materials per ser utilitzats en la conversió d'energia per efecte termoelèctric passa necessàriament per l'optimització de les seves propietats de transport elèctric i tèrmic per tal de maximitzar el factor de mèrit:
{\displaystyle ZT={\frac {S^{2}}{\rho \lambda }}\,}
Un bon material termoelèctric posseirà simultàniament un alt coeficient Seebeck, una bona conductivitat elèctrica i una feble conductivitat tèrmica.

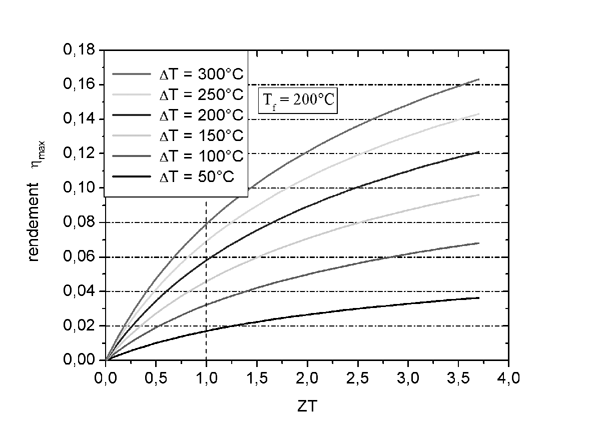
Evolució del rendiment de conversió en funció del factor de mèrit

La figura del costat mostra l'evolució del rendiment de conversió d'un sistema termoelèctric en condicions ideals en funció del factor de mèrit ZT. Per exemple, si ZT=1 i la diferència de temperatura és de 300 °C, el rendiment de conversió serà del 8%, això significa, segons el cas (generació d'electricitat o refrigeració), que el 8% de la calor que travessa el material serà convertida en electricitat, o que la calor extreta pel refredament correspondrà al 8% de la potència elèctrica utilitzada.

### Mòduls termoelèctrics

#### Optimització geomètrica
Hem vist que les propietats de conversió d'un parell de materials termoelèctrics que constitueixen un mòdul no són únicament intrínseques dels materials: també depenen de la geometria del sistema (longitud i secció de les branques del mòdul)de la qual depèn la resistència elèctrica R i la conductància tèrmica K de les branques. És necessari que K sigui prou feble perquè sigui possible de mantenir un gradient tèrmic, però prou gran perquè la calor travessi el mòdul: si K és nul cap quantitat de calor travessarà el mòdul i no hi haurà conversió. De la mateixa manera, R ha de ser escollida de manera que aconseguim el millor compromís possible entre la potència elèctrica i la diferència de potencial elèctric. Un cop s'ha escollit els materials que constitueixen el mòdul (gràcies al factor de mèrit ZT), caldrà optimitzar la geometria del sistema per tal d'aconseguir la maximització del rendiment de conversió, de la potència elèctrica o de la calor extreta en funció de l'aplicació que hom vulgui donar al mòdul.

#### Mòduls segmentats
Els materials que s'utilitzen en els mòduls de conversió termoelèctrica acostumen a ser eficaços només dins d'una gamma restringida de temperatures. Així, l'aliatge SiGe utilitzat a l'alimentació de la sonda Voyager només és eficaç a temperatures superiors als 1000K. Per tant, en aplicacions on el gradient de temperatura sigui molt gran, pot ser interessant d'utilitzar diversos materials termoelèctrics a cada branca, cadascú per a la gamma de temperatures per la qual sigui més eficaç. Llavors parlarem d'un mòdul termoelèctric "segmentat".

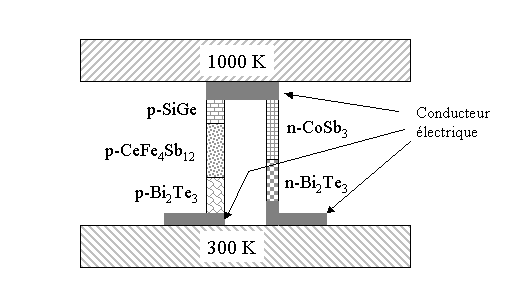
Mòdul termoelèctric "segmentat"

La figura del costat il·lustra el concepte de mòdul termoelèctric segmentat. Hi ha un gradient de temperatura molt important (700K de diferència entre la zona calenta i la zona freda), i no hi ha cap material conegut que sigui eficaç a tota la gamma de temperatura. Per això cadascuna dels branques del parell és formada per diversos materials (dos per la branca n i tres per la branca p). La longitud de cadascun dels materials és escollida de tal manera que cada material sigui utilitzat dins la gamma de temperatura per la qual és el més adient. Un mòdul com aquest permetrà d'obtenir un rendiment de conversió, una potència elèctrica o una calor extreta més elevats que si cada branca fos composta d'un sol material. Avui dia els millors rendiments obtinguts al laboratori amb aquest tipus de mòduls són al voltant del 15% (això significa que el 15% de la calor que travessa el material es converteix en potència elèctrica). Els mòduls segmentats tenen tanmateix un preu força més elevat que els mòduls "simples", això restringeix la seva utilització a aplicacions per a les quals el cost no sigui un factor decisiu per l'elecció de la solució.

## Els materials termoelèctrics

### Materials utilitzats als dispositius actuals

#### Baixes temperatures
El material termoelèctric més utilitzat en entorns de baixes temperatures (150K-200K), és format sobre la base de Bi1-xSbx (aliatge de bismut i d'antimoni) però malauradament només presenta bones propietats termoelèctriques pel tipus n (conducció d'electrons), això restringeix el rendiment de conversió del sistema atès que cap material no és eficaç pel tipus p dins d'aquesta gamma de temperatura (recordem que un sistema de conversió termoelèctric és format al mateix temps de branques p i n). Curiosament, malgrat que les seves propietats són relativament de tipus mitjà (ZT~0,6), l'aplicació d'un camp magnètic permet de doblar el factor de mèrit que llavors sobrepassa la unitat. Generalment aquest material és utilitzat en associació amb un imant permanent.

#### Temperatura ambient
Avui dia, el material més estudiat és el Bi₂Te₃ (aliatge de bismut i de tel·luri). Aquest material és utilitzat en tots els dispositius que funcionen a temperatures properes a la temperatura ambient, això inclou la major part dels dispositius de refrigeració termoelèctrica. Els millors resultats s'obtenen quan es combina amb Sb₂Te₃ (aliatge d'antimoni i de tel·luri) que té la mateixa estructura cristal·lina. Mostres de tipus p i n poden ser obtingudes a partir de petites variacions de composició dins l'àmbit de l'estequiometria. En els dos casos, els valors dels factors de mèrit ZT propers a 1 s'obtenen a temperatures properes a la temperatura ambient. Aquest bons valors de ZT s'obtenen en part gràcies a la feble conductivitat tèrmica λ, propera a 1 W.m-1.K-1 en els millors materials.

#### Temperatures mitjanes
Per un ús a temperatures mitjanes (entorn 550K-750K), el material més utilitzat és el tel·luri de plom PbTe i els seus aliatges (PbSn)Te (Sn = estany). Els dos composts PbTe i SnTe poden formar una solució sòlida completa que permet d'optimitzar l'interval prohibit (franja d'energia prohibida dels semiconductors) al valor desitjat. Els millors materials obtinguts tenen factors de mèrit propers a la unitat al voltant de 700K. Tanmateix, aquests valors només s'obtenen amb els materials de tipus n. Avui dia el PbTe no pot tot sol formar les dues branques d'un termoelement. Normalment la banca p és formada per un material de tipus TAGS (acrònim per les inicials del símbol del Tel·luri (Te), Plata (Ag), Germani (Ge) i Antimoni (Sb)) que permet l'obtenció de factors de mèrit superiors a la unitat a 700K només pel tipus p. En vista d'això sembla crucial abordar el desenvolupament d'un nou material que pugui ser utilitzat tant pel tipus p com pel tipus n dins d'aquesta gamma de temperatura. Industrialment és més fàcil utilitzar el mateix material per a les dues branques (i això permetria eliminar el tel·luri que és molt tòxic).

#### Altes temperatures
Els aliatges a base se silici i germani posseeixen bones característiques termoelèctriques a altes temperatures (per sobre de 1000K) i són especialment utilitzats per a la generació d'electricitat en el camp espacial. És aquest tipus d'aliatge el que s'utilitza amb preferència en el sistema d'alimentació elèctrica de la sonda Voyager.

### Optimització dels materials termoelèctrics
L'expressió del factor de mèrit ZT=(S²T)/(ρλ) resumeix tota sola la dificultat per optimitzar les propietats de transport d'un material termoelèctric. Intuïtivament, sembla difícil que un material posseeixi al mateix temps una bona conductivitat elèctrica i una pobre conductivitat tèrmica. Idealment, un bon material termoelèctric hauria de posseir la conductivitat elèctrica d'un metall (un conductor) i, al mateix temps, la conductivitat tèrmica d'un vidre (un aïllant) !
El numerador del factor de mèrit ZT, S²σ (σ és la conductivitat elèctrica, inversa de la resistència: σ=1/ρ) és anomenat factor de potència. A la generació d'electricitat per efecte termoelèctric, la potència útil serà tan gran com sigui de gran el factor de potència. Malauradament, el coeficient Seebeck i la conductivitat elèctrica no són independents l'un de l'altra, i varien de manera oposada amb la concentració de portadors de càrrega (concentració d'electrons o de forats, vegeu semiconductor: els millors poders termoelèctrics seran obtinguts amb materials de baixa concentració de portadors mentre que les millors conductivitats elèctriques seran als materials amb una forta concentració de portadors. Per compromís, els millors materials termoelèctrics seran part de la classe dels semiconductors.
El segon factor en importància dins l'expressió del factor de mèrit ZT (per sobre del factor de potència) i la conductivitat tèrmica: un material tindrà unes propietats termoelèctriques òptimes quan tingui una feble conductivitat tèrmica. En efecte, de manera intuïtiva, una bona conductivitat tèrmica tendiria a oposar-se a l'establiment del gradient tèrmic: la calor travessaria els materials sense trobar oposició. L'optimització dels materials tindrà com a objectiu cercar la disminució de la conductivitat tèrmica, sense degradar la conductivitat elèctrica. Només caldrà disminuir la contribució de la vibració dels àtoms (vegeu conductivitat tèrmica) i no caldrà actuar sobre els portadors de càrrega (electrons o forats).

## Vies de recerca
Al paràgraf precedent s'ha vist que els millors materials utilitzats avui dia en els dispositius de conversió termoelèctrica posseeixen uns factors de mèrit ZT propers a 1. Aquest valor no permet l'obtenció de rendiments de conversió que facin aquests sistemes econòmicament rendibles per fer aplicacions adreçades al "gran públic". Per exemple, caldrien materials amb ZT=3 per tal de poder desenvolupar un frigorífic domèstic competitiu. Pel que fa als sistemes de generació d'electricitat (que podrien, per exemple, ser utilitzats sobre el tub d'escapament dels vehicles, o sobre microprocessadors, en ambdós casos s'aconseguiria augmentar la rendibilitat dels sistemes: un augment significatiu dels seus rendiments (per exemple amb ZT>2), o bé una disminució de les despeses.
El propòsit d'aquest paràgraf és presentar de manera no exhaustiva algunes vies de recerca que se segueixen avui dia, tant als laboratoris industrials com als públics.

### Estructures de baixa dimensionalitat
S'anomena estructura de baixa dimensionalitat una forma d'un material per la qual una o més dimensions són molt petites en comparació a les altres. Per exemple, seria el cas de les capes primes en microelectrònica (estructura 2D), dels nanofils (estructura 1D) o dels nanopols (estructura 0D), per oposició als materials massissos que posseeixen tres dimensions. Generalment, aquestes estructures posseeixen propietats força diferents del material massiu de la mateixa composició. Dins del domini de la termoelectricitat, el propòsit de la recerca és doble: buscar una millora del rendiment de la conversió utilitzant estructures de baixa dimensionalitat que al mateix temps beneficia els sistemes de fabricació en sèrie utilitzats en microelectrònica. L'estudi dels estructures de baixa dimensionalitat ha esdevingut molt important després que millores notables del factor de mèrit ZT fossin predites de manera teòrica i després observades experimentalment.
Els dos principals efectes observats són una forta difusió de fonons per la frontera granular (frontera entre els diferents grans que formen el material) induint una disminució de la conductivitat tèrmica de xarxa, i uns efectes de confinament (fenomen de tipus quàntic) dels portadors de càrrega que modifiquen fortament les seves propietats de transport elèctric (conductivitat elèctrica i coeficient Seebeck). Valors molt elevats del factor de mèrit ZT, de l'ordre de 2,5 a temperatura ambient, han estat observats en laboratori en estructures de capes primes.
Avui dia, aquestes estructures són considerades per aplicacions a temperatures baixes i mitjanes (<150-200 °C). Una de les dificultats principals és l'obtenció de capes primes termoelèctriques a les quals no es degradin les seves propietats amb la temperatura.

### Principis
Abans hem vist que per obtenir un bon rendiment de conversió, els materials han de tenir una conductivitat tèrmica com més petita sigui possible i una conductivitat elèctrica com més gran sigui possible. Idealment hauria de conduir el corrent elèctric com un metall i la calor com un vidre.
Diferents propietats poden permetre que la conductivitat tèrmica d'un cristall (els metalls tenen una estructura cristal·lina) s'aproximi a la d'un vidre (els vidres són amorfs). Principalment són:
- Una estructura cristal·lina complexa. La major part de la calor és transportada pels modes de fonons acústics. Però un material que posseeixi N àtoms per malla tindrà 3 modes acústics, i 3(N-1) mode òptics, d'aquí l'interes per estructures complexes per les quals N sigui gran i que la majoria de modes de fonó siguin modes òptics qui transportin la calor.[16]
- Àtoms units feblement a la resta de la xarxa cristal·lina (per exemple els àtoms petits en una estructura gran), on les seves posicions no són definides de manera clara (subposicions entorn d'un lloc, amplitud de vibracions important). Aquests àtoms indueixen un desordre important que contribueix a la difusió de fonons i en conseqüència a la disminució de la conductivitat tèrmica. Per contra, com la seva participació en la conductivitat elèctrica és petita, el desordre no provoca una degradació massa important d'aquesta conductivitat.

### Materials prometedors especialment estudiats
Actualment hi ha tres classes de materials que són especialment estudiats seguint les recomanacions de tenir estructura complexa i àtoms units feblement. Aquest són:
- Els composts de tipus semi-Heusler, de fórmula general XYZ on X i Z són metalls de transició i Z un metal·loide o un metall, per exemple ZrNiSn (zirconi, níquel, estany). Aquests composts presenten uns factors de potència S²σ molt elevats, tant en tipus p com en tipus n. Una de les seves característiques més interessants és la possibilitat de dopatge sobre els tres elements, això tendeix a modificar les vibracions de la xarxa. Tanmateix les seves conductivitats tèrmiques són molt elevades, i els millors Zt obtinguts avui dia són de l'ordre de 0,7 a 700K-800K.[17]
- La segona família de composts, que presenta un gran nombre de varietats estructurals, és la dels clatrats. Aquests composts tenen una estructura relativament oberta formada, pels composts més estudiats avui dia, per una xarxa de Si (silici), GaGe (gal·li, germani) o GaSn (gal·li i estany) formant grans estructures a les quals és possible inserir àtoms pesats (especialment terres rares o metalls alcalinoterris).[18]

La seva conductivitat tèrmica és similar a la del vidre (l'àtom inserit a l'estructura difumina fortament els fonons) i les seves propietats electròniques, que són fonamentalment funció de la xarxa, són bones. Els millors factors de mèrit obtinguts s'apropen a la unitat entorn dels 800K.
- La tercera família més estudiada és la de les skutterudites. Aquests composts tenen una estructura cúbica formada per una xarxa de tipus MX₃ (on M és un metall de transició i X = arsènic, fòsfor o antimoni), amb una gran estructura al centre a la qual es poden inserir àtoms pesats (principalment terres rares).[20][21]

aquests composts posseeixen uns coeficients Seebeck molt elevats i una bona conductivitat elèctrica, però les seves conductivitats tèrmiques continuen essent massa elevades. Els millors factors de mèrit obtinguts són entorn d'1,4 per una temperatura al voltant de 800K.